# Nedlloyd Zeelandia (schip, 1980)
De Nedlloyd Zeelandia was een containerschip dat in 1980 gebouwd werd door Van der Giessen-de Noord voor de Koninklijke Nederlandse Stoomboot-Maatschappij (KNSM) als Zeelandia. De KNSM fuseerde met Nedlloyd en het schip werd tewatergelaten als Nedlloyd Zeelandia, maar verchartered aan Ben Line als Benattow. Het werd opgeleverd met een Sulzer 9RND90M dieselmotor met 30.150 pk die het schip een vaart gaven van zo'n 21 knopen, terwijl het 1460 TEU kon vervoeren. Het had een portaalkraan om in kleinere havens zelf te kunnen laden en lossen.
Voor Ben Lines voer het tot 1982 op het Verre Oosten. In 1983 werd het schip omgedoopt naar Java Winds voor Seawinds Limited, een samenwerking van Nedlloyd, T&J Harrison, Nike en Woodside Consulting. Het werd met de China Winds ingezet op de Grote Oceaan. Seawinds werkte samen met East Asiatic Company (EAC), maar na een jaar kwam er al een einde aan Seawinds.
Het jaar daarop werd het schip gechartered door Japan Line als Zeelandia. In 1986 werd het schip als Nedlloyd Zeelandia ingezet op Zuid-Amerika om in 1998 P&O Nedlloyd Los Angeles te worden. In 2005 werd het Maersk Vungtau. In 2006 werd het schip verkocht aan Principe Navigation als Vungtau onder beheer van Ciel Shipmanagement. In 2008 werd het MSC Togo met Ronda Shipping Company als eigenaar. In 2009 arriveerde het schip in Alang waar het werd gesloopt.

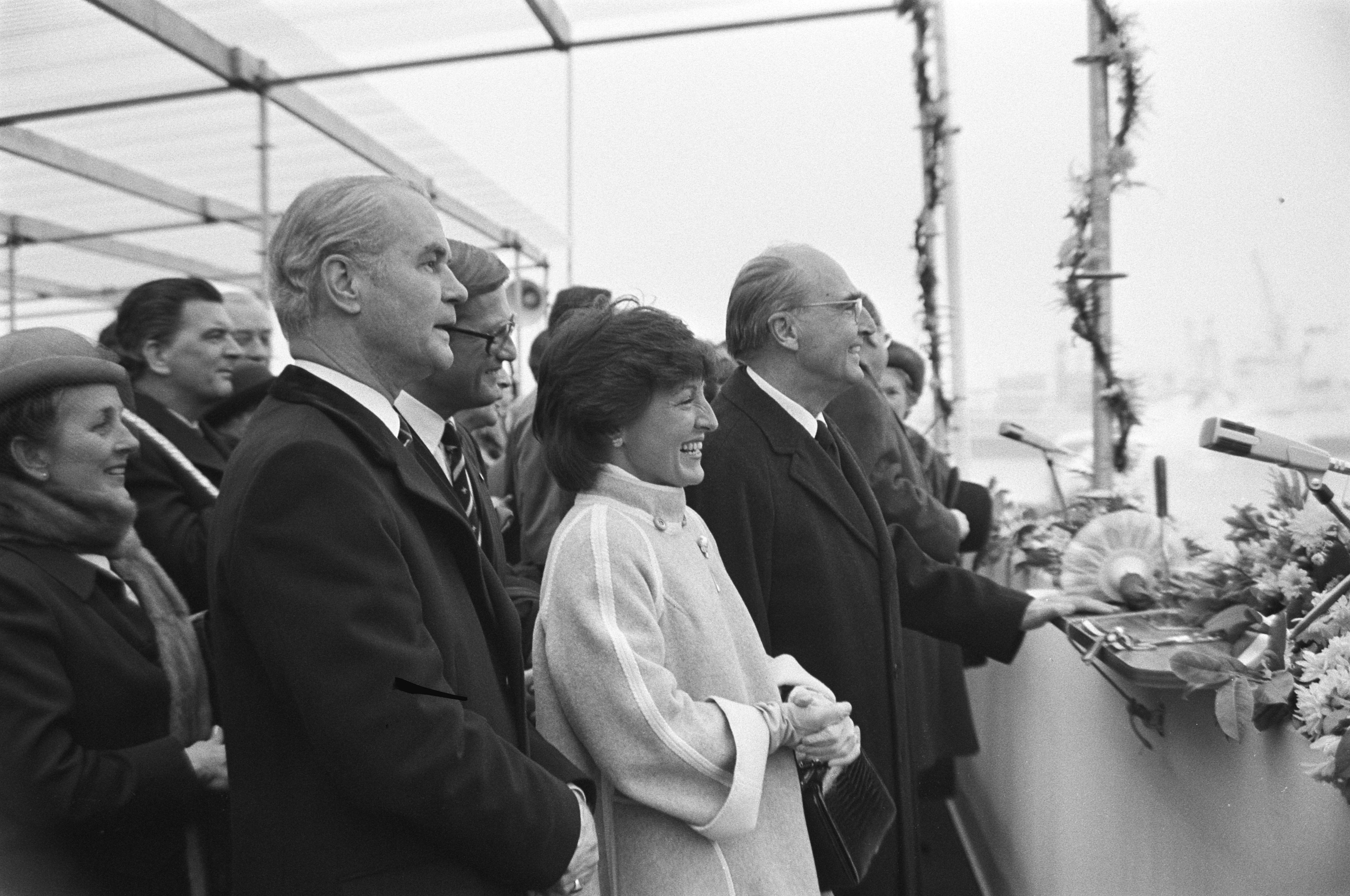
Prinses Margriet tijdens de doop en tewaterlating van de Nedlloyd Zeelandia op 17 maart 1980